# Dāvis Krūmiņš
Dāvis Krūmiņš (Riga, 28 giugno 1990) è un pallavolista lettone naturalizzato italiano.
Gioca nel ruolo di palleggiatore nella Pallavolo Massa.

## Carriera
La carriera di Dāvis Krūmiņš, nato in Lettonia ma di nazionalità sportiva italiana, inizia nelle giovanili della Pallavolo Modena, a partire dall'Under-12 fino all'Under-20. In questo periodo vince uno scudetto Under-16. Nella stagione 2006-07 e in quella successiva viene saltuariamente aggregato alla prima squadra, senza però mai scendere in campo; fa parte della rosa che vince la Challenge Cup.
Nel 2008-09 viene ceduto al Volley Cavriago ed esordisce in Serie A2. L'esordio nella massima serie avviene nel 2009-10 con la maglia della Gabeca Pallavolo, dove rimane per due annate. Terminata questa esperienza partecipa al campionato di Serie A2 2011-12 con la Libertas Brianza, che si conclude con la retrocessione in Serie B1 italiana di pallavolo maschile.
Dopo un'annata con la New Mater Volley di Castellana Grotte, conclusa con la qualificazione ai play-off scudetto, torna alla Pallavolo Modena per metà della stagione 2013-14, prima di essere ceduto in Serie A2 al Volley Milano.
Nella stagione 2015-16 è nuovamente in Serie A1, questa volta alla Top Volley di Latina, per poi vestire nella stagione 2016-17 della Pallavolo Massa, in Serie B.

## Palmarès
- Challenge Cup: 1

2007-08